# سلمان الفارسي (مسلسل تلفزيونى)
سلمان فارسي هو مسلسل تلفزيوني إيراني يتم إنتاجه في نوع الدراما التاريخية، من إخراج وتأليف داود ميرباقري وإنتاج حسين طاهري. تعتبر هذه المجموعة أكبر مشروع في تاريخ الدراما الإيرانية. تصور هذه المجموعة قصة سلمان الفارسي في ثلاثة عصور تاريخية: الإمبراطورية البيزنطية، والإمبراطورية الساسانية، وبداية الإسلام.
سيتم صنع هذه المجموعة في 60 جزءًا. ومن المتوقع أن يبدأ بث هذا المسلسل في عام 2026.